# Contea di Jefferson Davis
La contea di Jefferson Davis (in inglese Jefferson Davis County) è una contea dello Stato del Mississippi, negli Stati Uniti. La popolazione al censimento del 2000 era di 13 962 abitanti. Il capoluogo di contea è Prentiss.